# Delta Virginis
Delta Virginis (δ Virginis / δ Vir) è una stella della costellazione della Vergine. Ha una magnitudine apparente di +3,38 e dista 202 anni luce dal sistema solare.
È conosciuta anche con i nomi tradizionali di Minelava e Auva, entrambi provenienti dall'arabo. Sulle rive dell'Eufrate veniva chiamata Lu Lim, la gazzella o la capra, presso gli Indù era conosciuta come Apa o Apas, le acque, mentre per i cinesi era Tsze Seang, il secondo ministero dello stato.

## Osservazione
Si tratta di una stella situata nell'emisfero celeste boreale, ma molto in prossimità dell'equatore celeste; ciò comporta che possa essere osservata da tutte le regioni abitate della Terra senza alcuna difficoltà e che sia invisibile soltanto nelle aree più interne del continente antartico. Nell'emisfero nord invece appare circumpolare solo molto oltre il circolo polare artico. Essendo di magnitudine 3,3, la si può osservare anche dai piccoli centri urbani senza difficoltà, sebbene un cielo non eccessivamente inquinato sia maggiormente indicato per la sua individuazione.
Il periodo migliore per la sua osservazione nel cielo serale ricade durante i mesi della primavera boreale, che corrispondono alla stagione autunnale nell'emisfero australe. Il periodo di visibilità rimane indicativamente lo stesso, grazie alla posizione della stella non lontana dall'equatore celeste.

## Caratteristiche fisiche
Delta Virginis è una gigante rossa di tipo spettrale M3III con una temperatura superficiale di 3600 K circa. La massa stimata è 1,4 volte quella del Sole, mentre il raggio è enormemente più grande (circa 60 volte maggiore). La stella è certamente nello stadio finale della sua esistenza, anche se non si conosce per certo l'esatta fase in cui si trova; potrebbe infatti avere un nucleo inerte di elio e star aumentando la sua brillantezza, oppure potrebbe aver già iniziato la fusione dell'elio in carbonio nel suo nucleo tramite il processo tre alfa, o ancora potrebbe avere un nucleo inerte di carbonio al suo interno ed essere ormai giunta alla fine della sua normale vita stellare.
Come molte stelle in questo stadio è una variabile: classificata come variabile semiregolare, la sua magnitudine fluttua tra la +3,32 a +3,40.
Delta Virginis ha una compagna a 80 secondi d'arco di distanza che potrebbe essere legata gravitazionalmente ad essa. Si tratta di una nana arancione di classe K che impiegherebbe almeno 200 000 anni ad orbitare attorno alla principale, ad una distanza di oltre 5000 UA.